# Pleosporaceae
Pleosporaceae es una familia de hongos ascomicetos en el orden Pleosporales.  La relación taxonómica de esta familia con los géneros asociados aun no ha sido determinada.

## Géneros
- Alternaria
- Bipolaris Shoemaker
- Cochliobolus Drechsler
- Crivellia Shoemaker & Inderbitzin
- Decorospora (Pat.) Inderbitzin, Kohlm. & Volkm.-Kohlm
- Exserohilum K.J. Leonard & Suggs
- Extrawettsteinina M.E. Barr
- Falciformispora K.D. Hyde
- Kriegeriella Höhn
- Lewia M.E. Barr & E.G. Simmons
- Macrospora Fuckel
- Monascostroma
- Pithomyces Berk. & Broome
- Platysporoides (Wehm.) Shoemaker & C.E. Babc.
- Pleospora Rabenh. ex Ces. & De Not.
- Pseudoyuconia Lar. N. Vailjeva
- Pyrenophora Fr.
- Setosphaeria K.J. Leonard & Suggs
- Zeuctomorpha Sivan., P.M. Kirk & Govindu